# Казахская чайная культура
Казахская чайная культура (каз. Қазақстандағы шай мәдениеті) — это способы, обычаи и история употребления чая жителями Казахстана. Чай с давних времен является традиционным напитком в Казахстане, который по популярности спорит только с кумысом. В жизни казахстанцев чаепития занимают важнейшее место. За чаем собираются семьями, и чаепитие вполне может продолжаться весь день. Практически все традиционные обычаи казахов сопровождаются чаепитием. Чай предлагается каждому гостю, приходящему в дом, вне зависимости от цели его визита

### История распространения чая на территории Казахстана

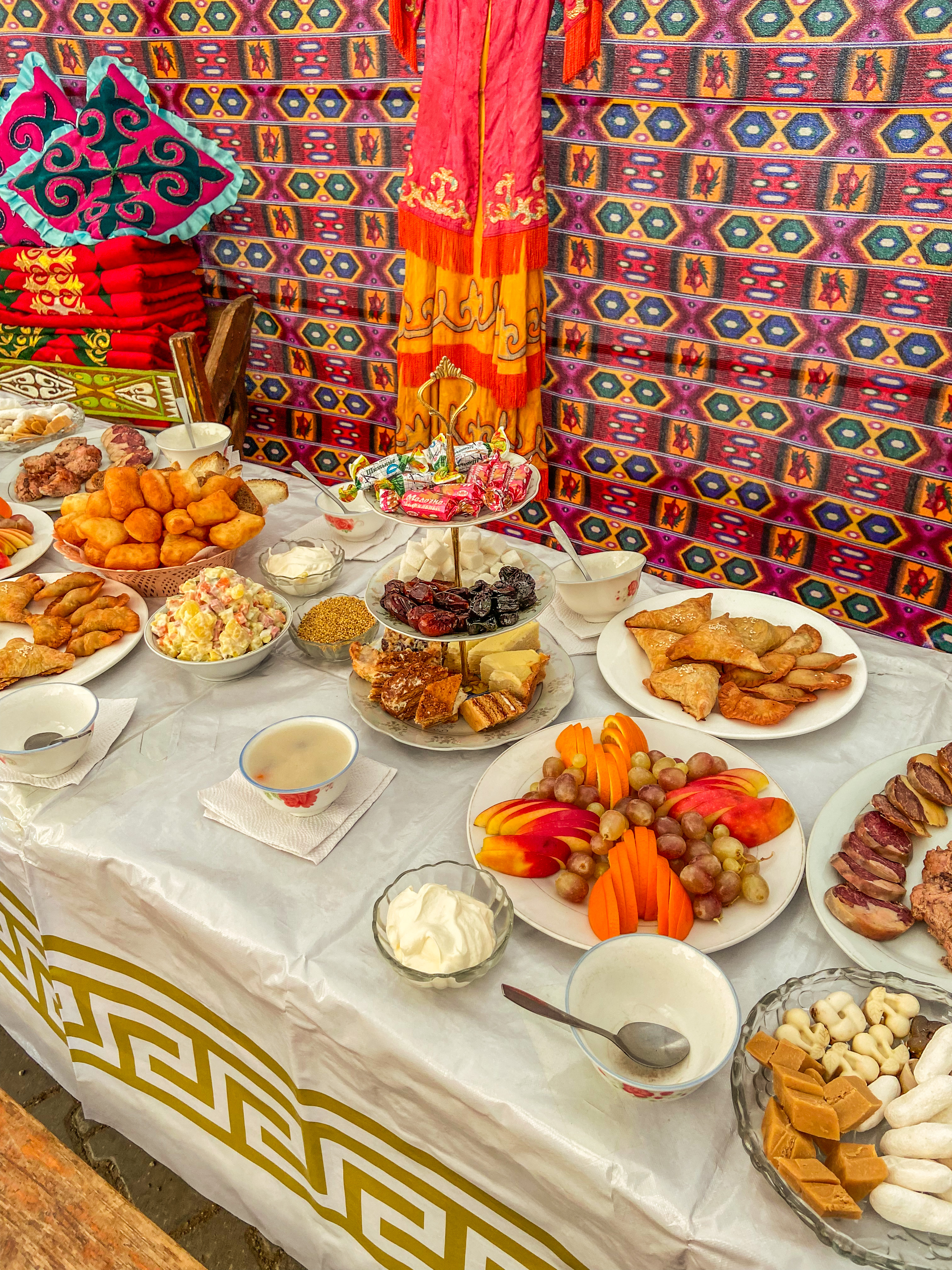
Дастархан с национальными казахскими блюдами, подающимися к чаю

Чай знали в казахстанских степях благодаря Великому Шелковому пути из Китая. Свою популярность чай приобрел благодаря своим тонизирующим свойствам, а также из-за климатических особенностей степи — считается, что чай в жару освежает, а в холод согревает.

### Способы приготовления
Черный байховый чай принято заваривать очень крепким. Для этого чай настаивают на тихом огне на протяжении всего чаепития. Делается это для более насыщенного вкуса, и чтобы при добавлении в чай молока получался красивый цвет напитка.

### Традиции употребления чая
Традиционно чай разливается по пиалам. Количество чая в пиале для гостя имеет большое значение. Так налить полную пиалу означает проявить неуважение. Хозяева должны быть готовы постоянно подливать чай в пиалу дорогому гостю. Соответственно, чем меньше чая в пиале, тем довольнее гость — таким образом хозяева как бы говорят, что очень рады ему и хотят, чтобы тот задержался у них подольше.

### Особенности чаепития
Попить чай в Казахстане — это обычно означает гораздо больше, чем просто выпить несколько чашек чая. У казахов фраза «кел, шәй ішейік» / «пойдем, попьем чай» — это приглашение пообщаться за богато накрытым столом (дастарханом), на котором будут не только закуски к чаю, но и полноценные блюда как во время обеда или ужина: традиционные баурсаки, много сладкой выпечки, мясные блюда.

## Галерея

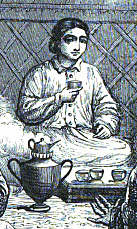
Люси Аткинсон[англ.], английская исследовательница и писатель, в казахской юрт пьёт чай.
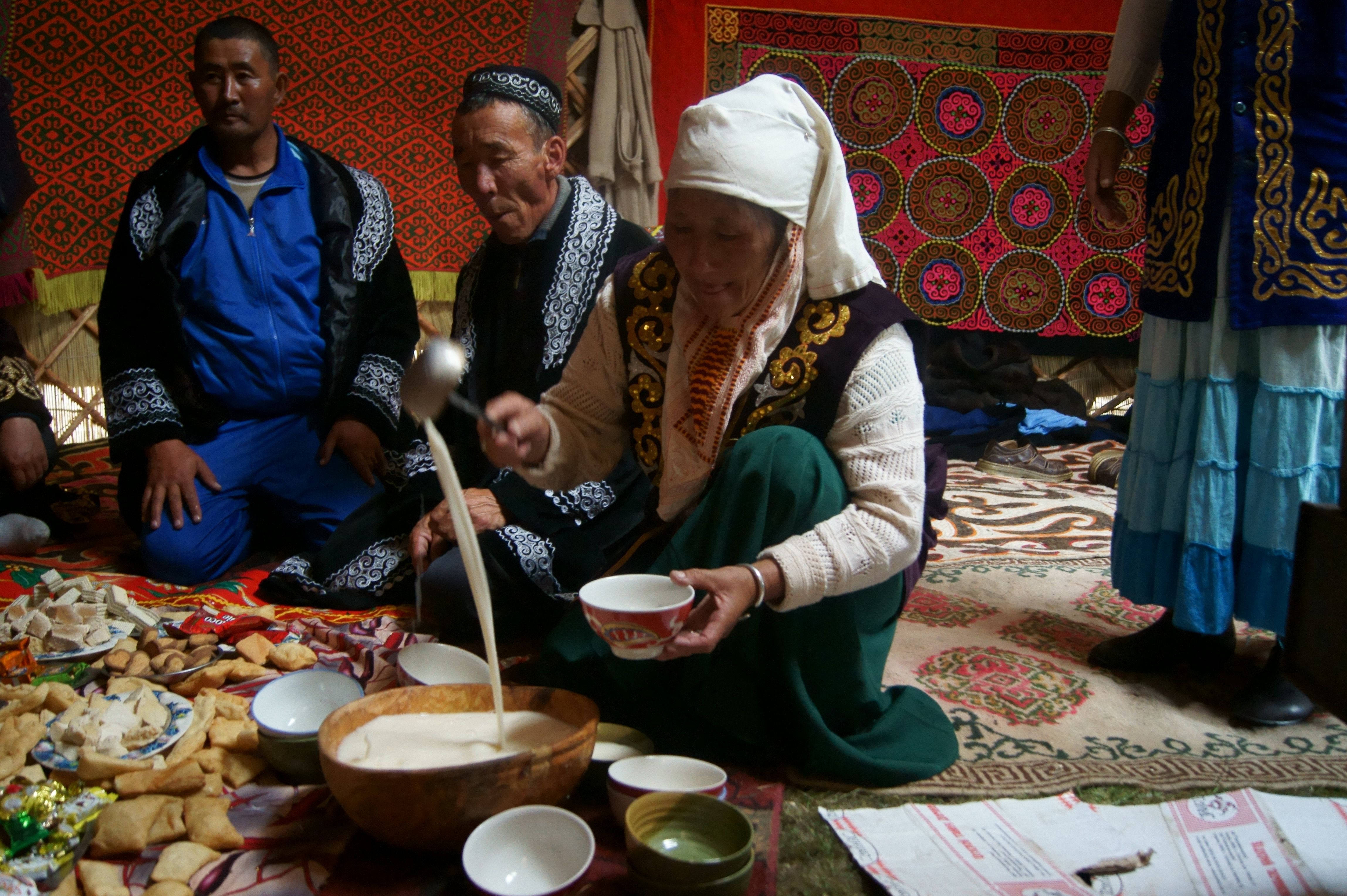
Казахская женщина в традиционном костюме разливает чай
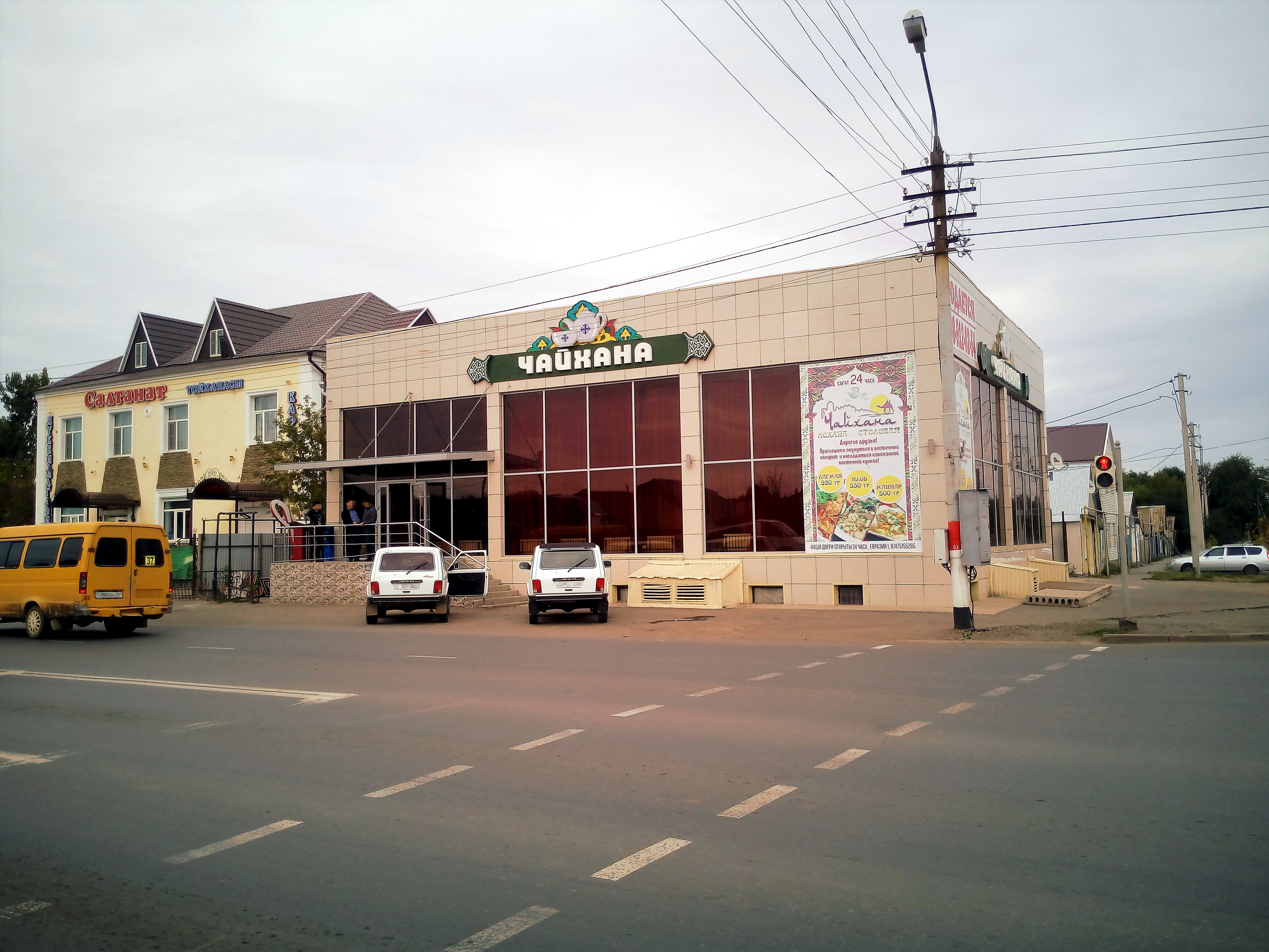
Современная чайхана в Казахстане